# Cinzia TH Torrini
Cinzia TH Torrini, pseudònim de Cinzia Torrini (Florència, 5 de setembre de 1954), és una directora italiana. El "TH" és un acrònim escollit per la directora als 12 anys que té un significat personal que mai s'ha revelat.

## Biografia
Ja als catorze anys Cinzia Torrini va descobrir la passió per la fotografia, a la qual va dedicar molt de temps. El 1973 va completar els seus estudis a Florència i va estudiar literatura i filosofia a la universitat de la seva ciutat natal de 1974 a 1976. Després d'una breu estada en un estudi especialitzat en fotografia de disseny, va treballar com a reportera fotogràfica per a una revista de motos. També va participar en diverses exposicions amb les seves fotografies.
Del 1976 al 1981 va completar estudis posteriors a la Universitat de Televisió i Cinema de Múnic i el 1977 va realitzar el seu primer documental per a la televisió bavaresa titulat "Früher oder später" sobre la història de l'últim barquer de l'Arno abans de construir un pont. Després d'haver obtingut el seu diploma i realitzat uns quants curtmetratges i documentals més, va debutar al llargmetratge amb Giocare d'azzardo. La pel·lícula es va presentar a la 39a Mostra Internacional de Cinema de Venècia l'any 1982. El 1986 va seguir Hotel Colonial, que es va produir juntament amb els EUA.
Torrini va treballar llavors per a la televisió italiana, per a la qual va dirigir una llarga sèrie de documentals, pel·lícules de televisió i minisèries. El 1995 va dirigir i escriure el guió de l'episodi "Caramelle" d' Erotic Tales. L'episodi va rebre premis internacionals. El seu treball per al cinema i la televisió abasta diversos gèneres com ara thriller, crim, comèdia, misteri i molt més. Moltes pel·lícules són coproduccions europees com Kidnapping - La sfida, telefilm per Rai Due i ZDF.
Es va donar a conèixer sobretot amb pel·lícules que tenien una forta reivindicació social, com ara Iqbal. El seu major èxit mediàtic fins ara ha estat la telenovela Elisa di Rivombrosa, una història d'amor conflictiva ambientada al segle XVIII que ha estat un dels majors èxits de la televisió italiana dels darrers anys. El 2017 va gravar el vídeo musical d'Annalisa Minetti Io rinasco:.

## Filmografia

### Cinema
- Giocare d'azzardo (1982)
- Hotel Colonial (1987)
- Caramelle - curtmetratge (1995)
- Racconti erotici - volume 3 (1995)
- La buona azione quotidiana, episodi del film Intolerance (1996)
- Ti mangerei di baci, episodi del film Esercizi di stile (1996)
- Primi piani - curtmetratge (2011)
- Io rinasco - curtmetratge (2017)

### Televisió
- Buzzino (1981) - film
- Plagio (1990) - film tv (Rai 3)
- Dalla notte all'alba (1992) - minisèrie de televisió (Rai 1)
- L'ombra della sera (1994) - film tv (Rai 1)
- L'aquila della notte (1994) - film tv (Rai 1)
- Morte di una strega (1996) - minisèrie de televisió (Rai 1)
- Teo (1997) - film tv (Rai 1)
- Kidnapping - Ein Vater schlägt zurück (1998) - film tv (Rai 2)
- Iqbal (1998) - film tv (Rai 2)
- Ombre (1999) - minisèrie de televisió (Rai 2)
- Piccolo mondo antico (2001) - minisèrie de televisió (Canale 5)
- Don Gnocchi - L'angelo dei bimbi (2004) - minisèrie de televisió (Canale 5)
- Tutta la verità (2009) - minisèrie de televisió (Rai 1)
- La Certosa di Parma (2012) - minisèrie de televisió (Rai 1)
- Anna e Yusef (2015) - minisèrie de televisió (Rai 1)

### Sèrie de televisió
- Elisa di Rivombrosa – 19 episodis (2003-2005) (Canale 5)
- Donna detective – 6 episodis (2007) (Rai 1)
- Terra ribelle - 7 episodis (2010) (Rai 1)
- Un'altra vita - 6 episodis (2014) (Rai 1)
- Sorelle - 6 episodis (2017) (Rai 1)
- Pezzi unici - 12 episodis (2019) (Rai 1)
- Fino all'ultimo battito - 12 episodis (2021) (Rai 1)

## Nominacions
- David di Donatello 1983: Nominada a la millor director novell[4]